# 涅米爾
50°59′8″N 24°59′54″E / 50.98556°N 24.99833°E
涅米爾（烏克蘭語：Немир），是烏克蘭的村落，位於該國西部沃倫州，由盧茨克區負責管轄，面積0.1平方公里，海拔高度189米，2001年人口493，人口密度每平方公里4,786.41人。